# XXL Refill
A XXL Refill é uma empresa portuguesa de reciclagem de cartuchos de impressão a jacto de tinta. A sua sede localiza-se no Parkurbis - Parque de Ciência e Tecnologia da Covilhã, e está associada a um grupo alemão produtor de tintas e equipamentos (APM – All About Inkjet), com já uma longa experiância nesssa área de indústria.
A marca detém, para além de cerca de 25 unidades de comércio em Portugal, agências na Alemanha e Cabo Verde (ao todo 55), estando a ser planeada a expansão para países como a Espanha bem como países PALOP.
A XXL Refill surgiu no mercado a março de 2007; no entanto, a sua parceria com a empresa alemã All About Inkjet funcionou como um forte motor para o seu rápido desenvolvimento e aumento de qualidade.